# Laurinda Hoygaard
Laurinda Hoygaard, también conocida como Laurinda Jesus Fernandes Hoygaard, es una profesora universitaria y economista angoleña. En 1997 se convirtió en rectora universitaria y en la primera mujer en dirigir una universidad en Angola.

## Trayectoria
Hoygaard se graduó en Economía en la Universidad Agostinho Neto de Luanda y realizó su doctorado en Ciencias Económicas en la Universidad Técnica de Dresde, en Alemania. Su carrera académica, científica y administrativa la realizó en la Universidad Agostinho Neto, donde fue nombrada como decana en 1997, siendo la primera de esta Comunidad Académica. Se especializó en las disciplinas de macroeconomía, política y desarrollo económico, entre otras. Simultáneamente a su carrera estudiantil y profesional, ocupó altos cargos en Ministerios y Comisiones de la Administración Pública. También ejerce como consultora en la elaboración de estudios, proyectos y acciones de formación profesional en instituciones universitarias y otros organismos nacionales e internacionales.
Es miembro fundadora de organismos nacionales e internacionales. En Angola participó y organizó varios foros de debate. También estuvo presente en diversas conferencias internacionales representando a Angola, tanto a nivel universitario como en otras organizaciones como la Comunidad de Desarrollo de África Austral.
Su elección como decana de la Facultad de Economía de la Universidad Agostinho Neto (antes Universidad de Angola) tuvo lugar en 1997 y fue la primera vez que una mujer asumió la dirección de una universidad en el país. Hoygaard se negó a aceptar las imposiciones del poder ejecutivo angoleño sobre la gestión de la Universidad, al considerar que se trataba de un ataque frontal a la independencia académico-científica de la institución, el Poder Judicial decidió destituir definitivamente a la decana y su cuerpo administrativo de sus funciones. en 1999 bajo la designación del Ministerio de Educación del maestro Mário Fresta como su suplente. En respuesta, demandó y ganó en los tribunales contra el Ministerio de Educación de Angola por haber perdido su puesto como decana de la Universidad a favor de otra persona designada por el ministro.
Formó parte del Jurado de los Premios Personalidades del Año 2018 de Novo Jornal, en Luanda.
En 2021, fue elegida para integrar el Consejo Económico y Social creado por el presidente de Angola con el objetivo de asegurar la participación más activa de sus miembros en la programación y ejecución de las tareas de desarrollo nacional, en una relación más estrecha entre el Gobierno y la sociedad civil. El Consejo está integrado por especialistas y directivos con notable experiencia a nivel nacional e internacional, que cumplirán un mandato de dos años.

## Obra
- 2005 : Responsabilidad en movimiento. El Parlamento de Angola. Documento de trabajo de CMI.[11]

## Reconocimientos y premios
- 2012: Elegida diva de la educación[12]